# Ducat de Màntua
El Ducat de Màntua (en italià: Ducato di Mantova) fou una entitat sobirania de la península italiana des de l'any 1273 fins a l'any 1708. Durant 370 anys, la família Gonzaga dirigí el Ducat de Màntua. Erigit sobre l'antic territori de la República de Màntua i el posterior marquesat, el Ducat de Màntua tenia fronteres amb la República de Venècia, els Estats Pontificis, el Ducat de Mòdena, el Ducat de Parma i el Milanesat.

## Domini dels Bonacolsi
A la mort de Matilde de Canossa, ocorreguda el 1115 i última governant de la ciutat d'origen llongobard, la ciutat es convertí en una ciutat lliure integrada dins del Sacre Imperi Romanogermànic.
Després de la Querella de les investidures, conflicte que enfrontà a papes i reis cristians entre 1073 i 1122, Pinamonte Bonacolsi assolí el poder de la ciutat gràcies al buit existent sent nomenat "capità general del poble" el 1273, iniciant així el domini dels Bonacolsi durant els següents anys.

## Domini dels Gonzaga
Els Gonzaga s'iniciaren en el govern de Màntua l'any 1328 essent nomenat, Lluís I de Màntua, com a "capità general del poble". El 1397 Joan Galeàs Visconti, duc de Milà, va entrar en guerra amb Màntua, encarregant a Jacopo dal Verme atacat en direcció a Borgoforte, a la que va posar setge, i Ugolotto Biancardo en direcció a Verona, enviant les provisions pel riu Po. Després de la derrota de Biancardo a la batalla de Governolo, Visconti cridà Alberico da Barbiano per atacar la Lliga antivisconti, derrotant-los a la batalla de Borgoforte, i un cop arribats a les portes de Màntua va signar un armistici. Posteriorment, sota el govern de Joan Francesc I de Màntua, el territori es convertí en marquesat l'any 1433, i finalment l'any 1530 el territori fou elevat a la categoria de ducat mentre governava Frederic II de Màntua.
L'any 1536, els ducs de Màntua adquiriren el Marquesat de Montferrat, a l'actual Piemont, després d'un breu domini castellà i van aconseguir que aquest marquesat fos elevat a la categoria de ducat.

El duc Frederic II pintat per Ticià.

El desembre de l'any 1627 s'extingí la branca principal de la família dels Gonzaga i s'inicià, d'aquesta manera, una guerra de successió que s'emmarcà en el complex conflicte de la Guerra dels Trenta Anys. Mentre els Habsburg donaven suport al duc Carles Manuel I de Savoia, França donà suport al duc Carles I Gonzaga-Nevers. Finalment, es decidí el repartiment dels territoris dels Gonzaga, mentre el duc de Savoia aconseguia certs enclavaments al Ducat de Montferrat i el duc de Guastalla enclavaments al Ducat de Màntua, el principal gruix dels territoris dels Gonzaga passaren als ducs de Nevers que tenien el suport de la França de Lluís XIII de França.
Malgrat tot, els Nevers governaren sobre Màntua durant escassos 80 anys, ja que l'any 1708 s'acabà de nou la successió directa i el territori de l'antic ducat fou annexionat pel Milanesat. Amb el Tractat d'Utrecht, el Milanesat passà a Àustria i, per tant, el ducat de Màntua, els enclavaments del Ducat de Montferrat que encara pertanyien a Màntua foren cedits al Piemont.
Des de l'any 1708 i fins a l'any 1859, els territoris de l'antic Ducat de Màntua romangueren sota la dominació austríaca (excepte entre 1797 i 1814 que va pertànyer a la República Cisalpina del 1797 al 1802, i a la República d'Itàlia després Regne napoleònic d'Itàlia del 1802 al 1814). Entre el 1815 i el 1859 formà part del Regne Llombardovènet. Amb la Guerra Austrosarda de 1859, el Milanesat passà al Regne de Sardenya, i posteriorment s'unificà al Regne d'Itàlia.

## Governants
Senyors de Màntua
Dinastia Bonacolsi (1276- 1328)
- 1273 - 1291: Pinamonte Bonacolsi

Escut d'armes de la família Bonacolsi.

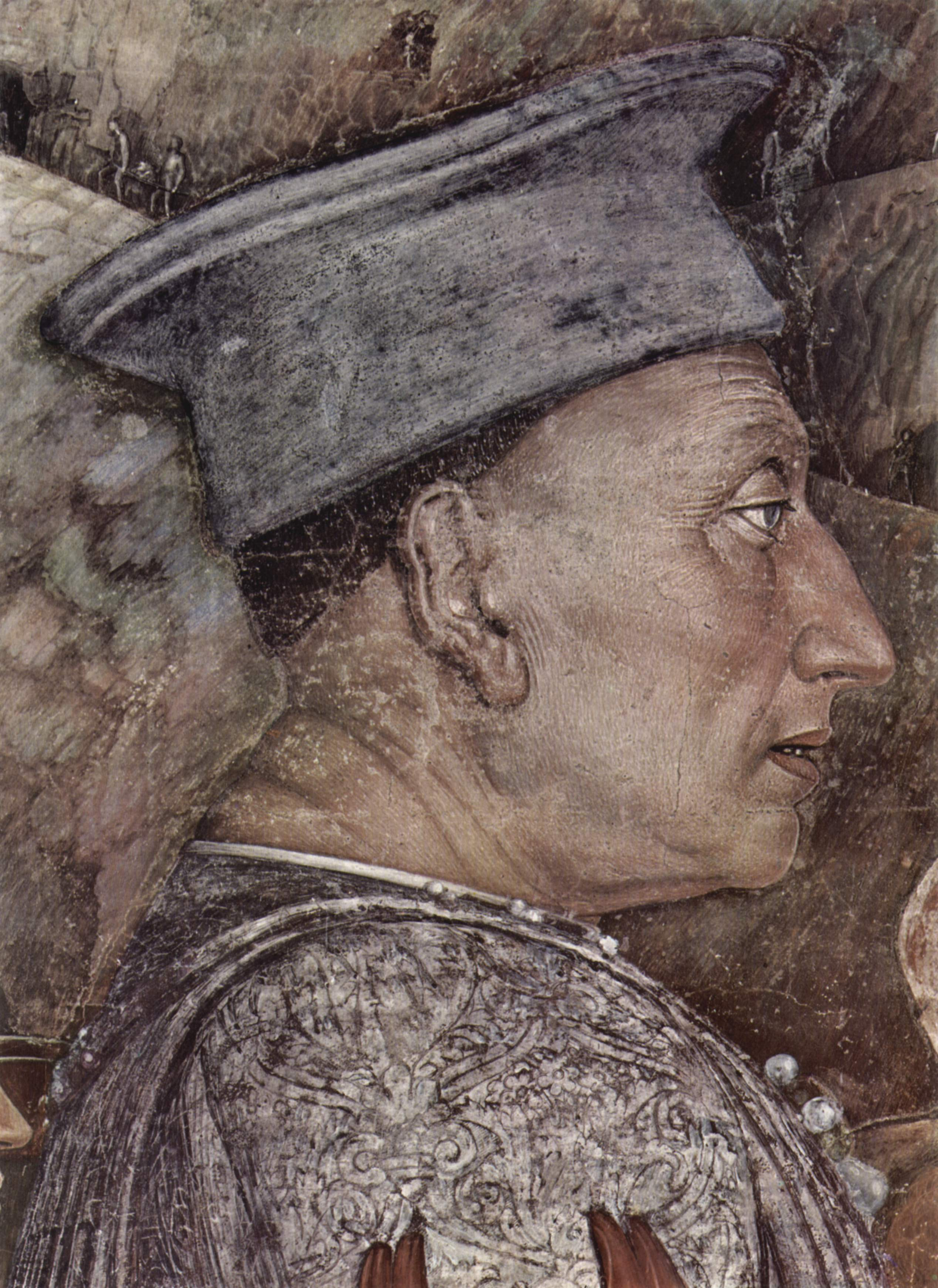
Lluís III de Màntua, obra d'Andrea Mantegna, 1474

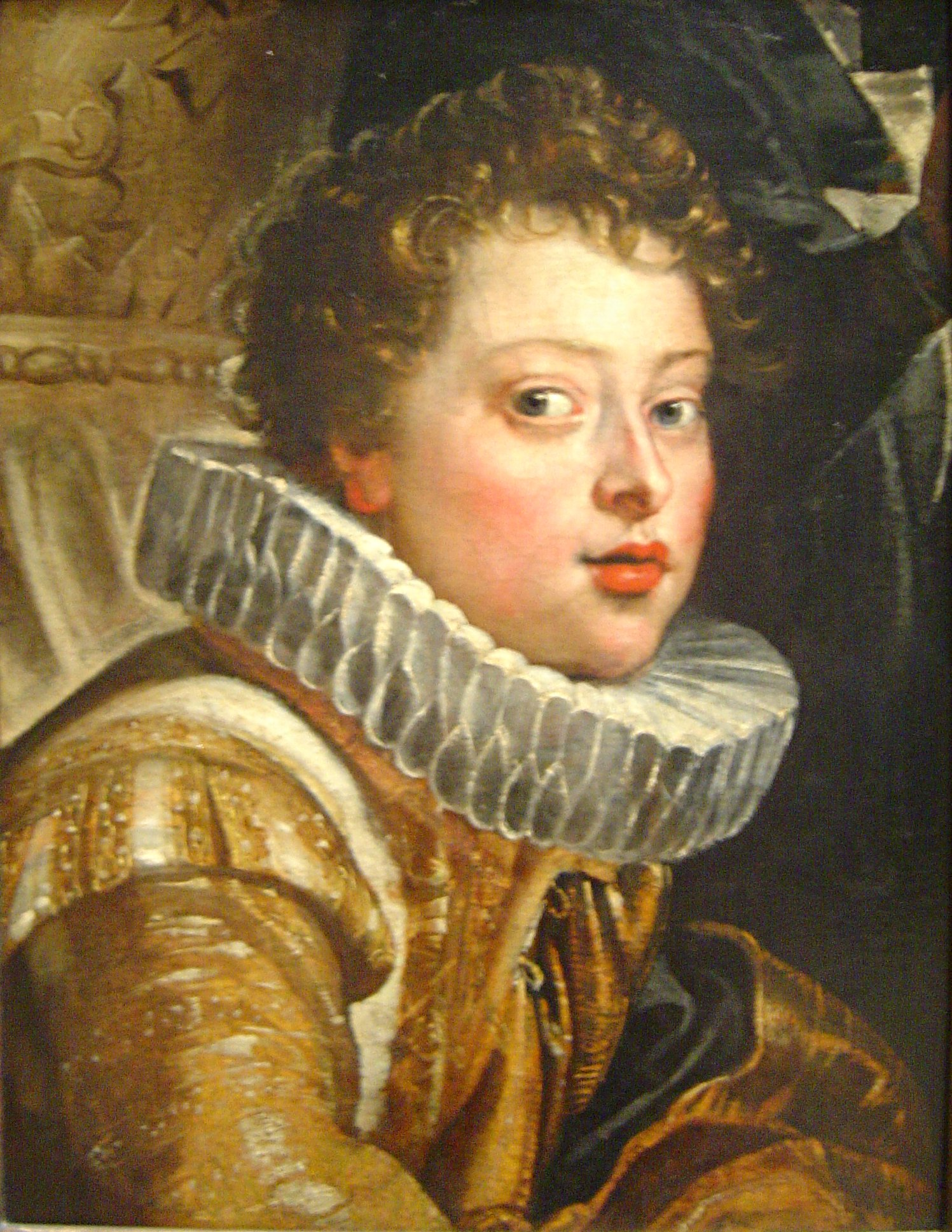
Vicenç II de Màntua, obra de Rubens.

- 1291 - 1299: Bardelló Bonacolsi, fill de l'anterior
- 1299 - 1309: Guiu Bonacolsi, nebot de l'anterior
- 1309 - 1328: Rinald Bonacolsi, germà de l'anterior

Dinastia Gonzaga (1328 - 1433)
- 1328 - 1360: Lluís I de Màntua (1268 - 1360), podestà l'any 1318 i després senyor (capità general) el 1328,
- 1360 - 1369: Guiu I de Màntua (1290 - 1369), podestà el 1328 i senyor el 1360, fil de l'anterior
- 1369 - 1382: Lluís II de Màntua (1334 - 1382), fill de l'anterior
- 1382 - 1407: Francesc I de Màntua (1366 - 1407), fill de l'anterior
- 1407 - 1433: Joan Francesc I de Màntua (1395 - 1444), fill de l'anterior

el 1444 el títol és elevat a marquès
Marquesos de Màntua
Dinastia Gonzaga (1433 - 1530)
- 1433 - 1444: Joan Francesc I de Màntua
- 1444 - 1478: Lluís III de Màntua (1414 - 1478), fill de l'anterior
- 1478 - 1484: Frederic I de Màntua (1440 - 1484), fill de l'anterior
- 1484 - 1519: Francesc II de Màntua (1466 - 1519), fill de l'anterior
- 1519 - 1530: Frederic II de Màntua (1500 - 1540), fill de l'anterior
- el 1530 el títol és elevat a duc

Ducs de Màntua
Dinastia Gonzaga (1530 - 1627)
- 1530 - 1540: Frederic II de Màntua
- 1540 - 1550: Francesc III de Màntua (1533 - 1550), fill de l'anterior
- 1550 - 1587: Guillem I de Màntua (1538 - 1587), germà de l'anterior
- 1587 - 1612: Vicenç I de Màntua (1562 - 1612), fill de l'anterior
- 1612 - 1612: Francesc IV de Màntua (1586 - 1612), fill de l'anterior
- 1612 - 1626: Ferran I de Màntua (1587 - 1626), germà de l'anterior
- 1626 - 1627: Vicenç II de Màntua (1594 - 1627), germà de l'anterior
- El 1627 Vicenç II designa Carles I de Màntua com a hereu, tot i que aquest patí l'ocupació del Ducat de Savoia

Dinastia Gonzaga-Nevers (1627-1708)
- 1627 - 1637: Carles I de Màntua (1580 - 1637), net de Frederic II de Màntua
- 1637 - 1665: Carles II de Màntua (1629 - 1665), net de l'anterior
- 1665 - 1708: Ferran Carles IV de Màntua (1652 - 1708), fill de l'anterior
- el 1708 el ducat és annexat al Ducat de Milà